# Thermohalin
Mit dem Begriff thermohalin (Kompositum aus altgriechisch θερμός thermós, deutsch ‚warm‘ und ἅλς háls, deutsch ‚Salz‘) wird die Eigenschaft des Meerwassers beschrieben, aufgrund von Temperaturänderungen oder Änderungen des Salzgehalts seine Dichte zu ändern.
Dabei beschreibt „thermohaline Zirkulation“ einen Teil der ozeanischen Zirkulation: Durch die globalen Windsysteme wird zunächst warmes Oberflächenwasser im Atlantik nordwärts getrieben und im Nordatlantik stark abgekühlt (siehe Golfstrom, windgetriebene Zirkulation). Durch die thermohaline Zirkulation wird ein Teil davon weiter nach Norden transportiert, wo es absinkendes, äquatorwärts strömendes Wasser ersetzt. Sowohl Abkühlung als auch Steigerung der Salinität bewirken eine Erhöhung der Dichte und damit des spezifischen Gewichts des Wassers, was zum Absinken führt. In der nordatlantischen Labradorsee ist dafür nur Wärmeabgabe ursächlich, während in der arktischen Grönlandsee zusätzlich durch Eisbildung das Salz aus dem gefrierenden Wasser in das umgebende Wasser gelangt und so den Salzgehalt erhöht. Das kalte Tiefenwasser strömt nun als Nordatlantisches Tiefenwasser zurück in Richtung Süden und in den Indischen- und Pazifischen Ozean. Unterwegs vermischt es sich mit anderen Wassermassen und wird langsam wieder an die Oberfläche transportiert. Dabei spielt auch molekulare Diffusion von Wärme und Salz eine Rolle.
Durch diese Zirkulation wird wie in der Erdatmosphäre Wärme polwärts transportiert, sie spielt somit eine wichtige Rolle im globalen Energiehaushalt.
Durch die mit der globalen Erwärmung einhergehende zunehmende Eisschmelze an den Polkappen verändert sich mit dem zusätzlichen Süßwassereintrag der Salzgehalt des Meerwassers vor Ort. Damit ändert sich dort auch die thermohaline Dynamik: die Bildung antarktischen Bodenwassers z. B. ist einer der „Motoren“ der thermohalinen Zirkulation.